# 케이맨 제도

케이맨 제도의 소형 국장

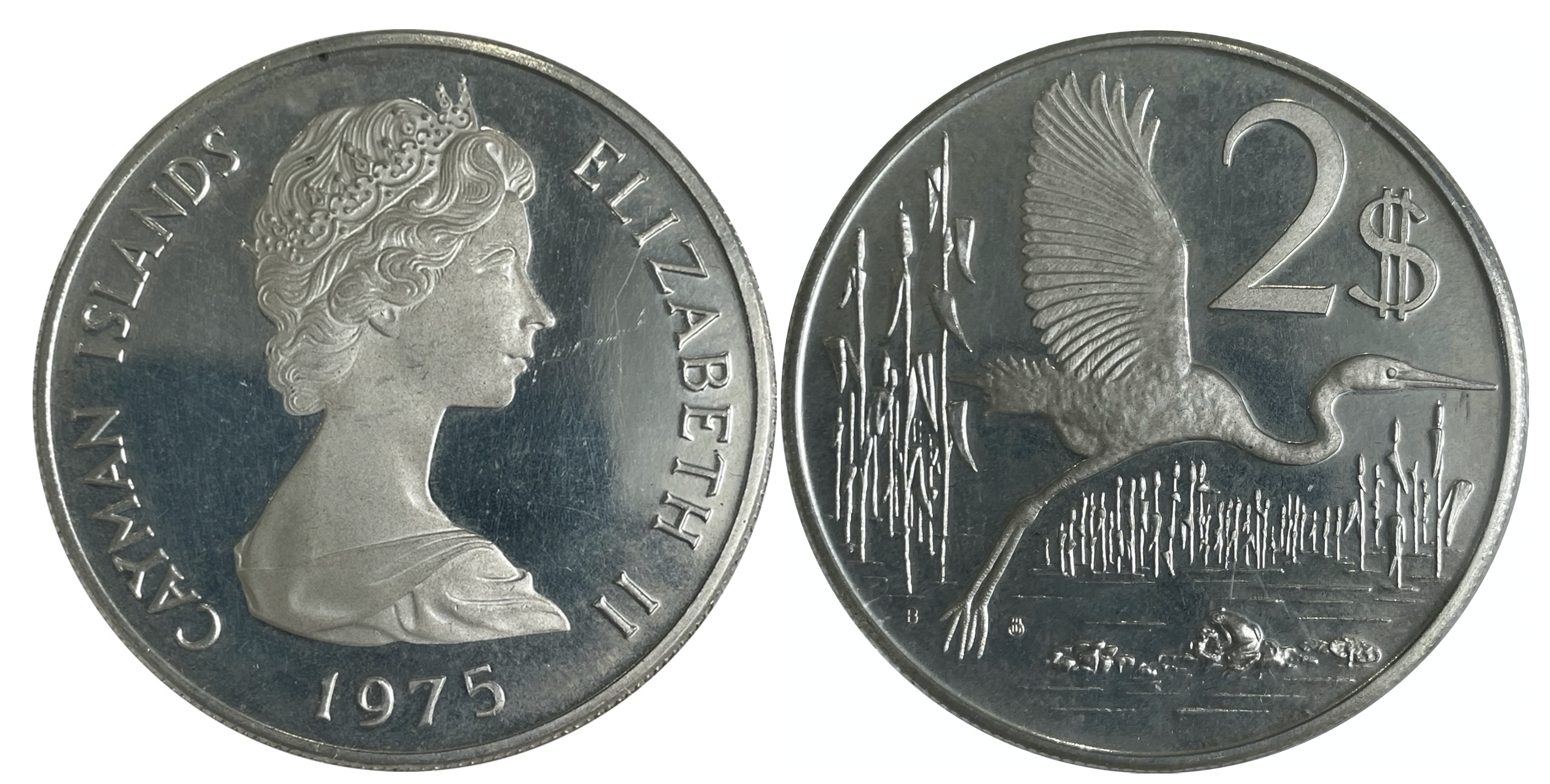
케이맨 2달러, 1975년

케이맨 제도(영어: Cayman Islands, /ˈkeɪmən/)는 영국의 해외 영토이자 자치령이며 인구가 가장 많은 섬이다. 케이맨 제도는 그랜드케이먼, 케이먼브랙, 리틀케이먼의 세 섬으로 구성되어 있으며, 쿠바 남쪽, 온두라스 북동쪽, 자메이카 및 멕시코의 유카탄반도 사이에 있다. 수도는 그랜드케이먼에 있는 조지타운으로, 세 개의 섬 중 인구가 가장 많다.
케이맨 제도는 지리적으로 서카리브해 지대와 대앤틸리스 제도의 일부로 간주된다. 이 지역은 국제 기업과 부자들에게 주요 역외 금융 센터가 중심이다, 이는 주로 주정부가 소득이나 예금에 세금을 부과하지 않기 때문이다.
2023년 1인당 GDP가 97,750달러로, 케이맨 제도는 카리브해에서 가장 높은 생활 수준을 가지고 있으며, 세계에서 가장 높은 곳 중 하나다. 140개 이상의 국가와 영토에서 온 이민자들이 케이맨 제도에 거주한다.
영화 "카리브해의 해적들"에서 보듯이 해적 검은수염(Blackbeard)의 전설이 이 부근에서 나왔다.
케이맨 제도에는 외국 은행이나 기업들이 많고, 조세 피난처로도 알려져 있기도 하다.
존 그리샴의 소설 <그래서 그들은 바다로 갔다(원제 The Firm)>는 이야기의 상당 부분이 케이맨 제도에서 진행된다.

## 역사
1503년 5월 10일, 크리스토퍼 콜럼버스의 네 번째 항해 도중에 발견되었다. 발견 당시는 무인도였으며, 바위로 착각할 만한 많은 거북이가 있었는데 스페인어로 바다 거북을 의미하는 ‘라스 토르투가스’(Las Tortugas)라는 이름으로 명명된다. 그러나 발견 당시 미국 악어가 많이 서식하고 있었는데, 카리브 인디언들의 말로 악어를 의미하는 ‘케이마나스’(Caymanas)라는 이름으로 불리게 된다. 그것이 현재의 ‘케이맨’이라는 이름의 어원이 되었다. 1655년 올리버 크롬웰이 이끈 영국 해군이 스페인령이었던 자메이카를 빼앗고, 1670년 마드리드 조약에서 자메이카와 함께 영국령이 되었다.
케이맨 제도의 최초 주민은 크롬웰이 이끄는 해군의 해병이었던 윌리엄 보덴이다. 보덴은 보덴 타운이라고 명명한 이주지를 건설하였는데, 20세기 초기에 케이맨 제도의 주 도시가 조지 타운으로 옮겨지기 전까지 케이맨 제도의 중심지로 기능하였다. 그 다음의 최초 이주민은 난파선의 선원들이라고 알려져 있다. 이후 해적이 케이맨 제도에 침입하여 케이만 블랙 섬에 있는 동굴에 보물을 숨긴 일이 있는데, 로버트 루이스 스티븐슨이 쓴 보물섬이라는 소설의 모델이 되기도 하였다. 1961년 서인도 연방이 결성되었는데, 1962년 자메이카가 독립하기 전까지 자메이카와 케이맨 제도는 하나의 식민지로 통치되었다.

## 정치
케이맨 제도는 자치권을 갖고 있으며, 18세 이상의 주민에 대해 선거권을 부여한다. 의회는 4년마다 선거를 실시한다.

## 경제
케이맨 제도는 서인도 제도에서 경제수준이 높은 편에 속한다. 주요 산업은 관광 산업인데, 이전부터 스쿠버 다이빙의 명소로 알려져 있다. 조세 피난처이기 때문에 자산운용 회사나 특수목적 회사(SPC)가 많다. 그러나 조세회피와 돈세탁에 케이맨 법인이 악용되는 경우가 많아 OECD는 케이맨 정부에 투명성과 실효성 있는 정보교환을 실현하도록 요구한 바 있다. 2010년에는 영국의 싱크탱크가 세계 34위의 금융센터라고 평가하였다.

## 교통
공항은 그랜드 케이맨 섬에 있는 오웬 로버츠 국제공항이 있으며, 케이맨 블랙 섬에도 제럴드 스미스 공항이 있다. 리틀 케이맨 섬에는 에드워드 보덴 공항이 있으나, 일반 도로가 활주로 대신 사용되고 있기 때문에 소형기만 착륙할 수 있다.

## 같이 보기
- 케이맨 제도의 개요
- 자메이카

## 참고 문헌
- Boultbee, Paul G. (1996). 《Cayman Islands》. Oxford: ABC-Clio Press. ISBN 9781851092406. OCLC 35170772.
- “History of the Cayman Islands”. 《Caribbean Magazine》. 2011년 5월 11일에 원본 문서에서 보존된 문서. 2010년 7월 28일에 확인함.
- “Cayman Islands”. 《2005 CIA World Factbook》. 2005년 7월 4일에 확인함. Originally from the CIA World Factbook 2000.
- Michael Craton and the New History Committee (2003). 《Founded upon the Seas: A History of the Cayman Islands and Their People》. Kingston, Jamaica: Ian Randle Publishers. ISBN 0-9729358-3-5.
- “Non-Self-Governing Territories listed by General Assembly in 2002”. 《United Nations Special Committee of 24 on Decolonization》. 2008년 12월 3일에 원본 문서에서 보존된 문서. 2005년 7월 4일에 확인함.